# Masalia lanceolata
Masalia lanceolata är en fjärilsart som beskrevs av Walker 1865. Masalia lanceolata ingår i släktet Masalia och familjen nattflyn. Inga underarter finns listade i Catalogue of Life.